# Alison Van Pelt
Alison Van Pelt (Los Angeles, 16 de setembro de 1963) é uma pintora americana. Formada em Los Angeles e Florença, Van Pelt se consolidou como uma artista contemporânea, cujas obras são influenciadas pelo expressionismo, minimalismo e pop art.

## Biografia
Van Pelt nasceu e foi criada na Califórnia, crescendo em Los Angeles, onde estudou na Universidade da Califórnia em Los Angeles (UCLA). Durante os anos 1970, ela desenvolveu um estilo de pintura fotorrealista, característico de uma época em que a fotografia estava sendo incorporada ao mundo da arte. Artistas como Richard Estes, Denis Peterson, Audrey Flack e Chuck Close criavam pinturas que pareciam fotografias. Van Pelt começa suas obras com uma referência fotográfica ou outra imagem já existente, desenhando e pintando à mão um retrato realista. Em seguida, ela obscurece a imagem meticulosamente criada. De longe, a imagem parece suave, como se estivesse sendo vista através de uma névoa. Porém, ao se aproximar, o espectador percebe linhas verticais e, com uma inspeção mais detalhada, surge uma espécie de trama horizontal. Um crítico, ao descrever essa técnica na obra "The Expulsion of Adam and Eve", comentou que ela "é tão espessa com tinta e linhas que parece ter sido aplicada em madeira, e não em tela".
Ao ser questionada sobre o caráter abstrato de suas obras, Van Pelt respondeu: "É a minha maneira de fundir a tradição do retrato com a abstração contemporânea. Eu me interesso pela ambiguidade." Esse contraste cria uma tensão sublime entre o fotorrealismo nítido com que ela primeiro delineia o tema e o ato deliberado de obscurecê-lo. De perto, uma grade de cores indefinidas domina a visão, mas, à distância, o espectador ganha a objetividade necessária para discernir o sujeito. Mesmo assim, como um escritor apontou, permanece a questão: "As figuras estão emergindo para o mundo tangível ou estão recuando nas profundezas da tela?"

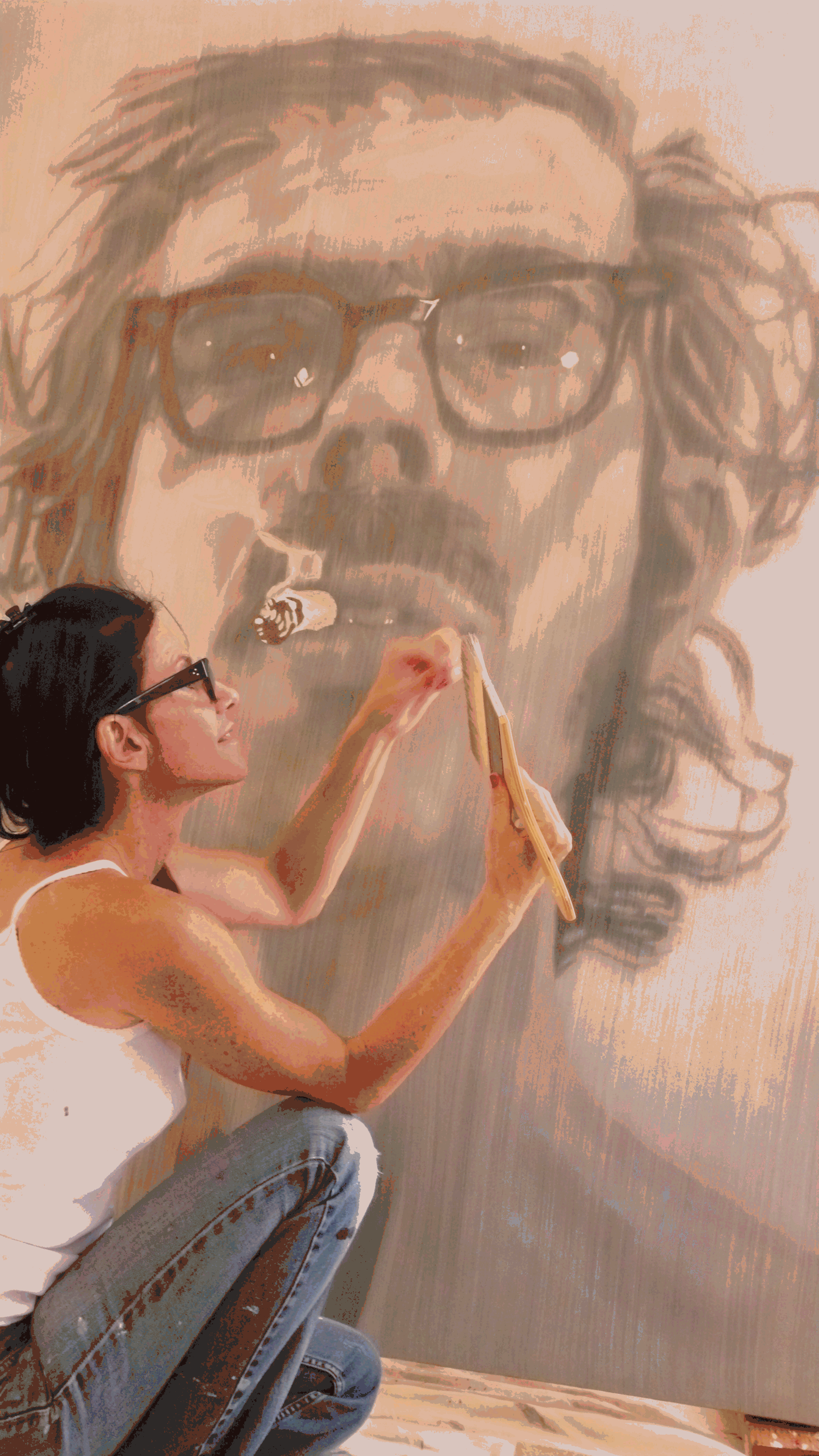
Van Pelt durante seu processo artístico.

Esse impulso criativo nasceu de uma visita a Paris em 1988. No Centro Georges Pompidou, Van Pelt ficou fascinada pela forma como Francis Bacon havia borrado a pintura no rosto de um de seus retratados, e, naquela mesma noite, encontrou um cartão postal onde as luzes da rua à noite apareciam como linhas borradas. Ao retornar à Califórnia, a memória dessas duas imagens a inspirou a experimentar borrando a pintura em um retrato de uma mulher. Foi assim que seu estilo começou a se consolidar. Sua técnica chamou a atenção do galerista Robert Berman, de Los Angeles, que exibiu várias mostras individuais de seu trabalho.
Em 1992, Van Pelt viajou para Florença, na Itália, para estudar pintura na Academia de Arte de Florença, onde o estilo etéreo de seu trabalho foi comparado ao Santo Sudário de Turim. Durante os dois anos em que estudou no exterior, ela realizou exposições individuais na Europa, incluindo "New Work" na Galerie Paul Sties, em Krönberg na Alemanha, "New Paintings" na Galerie Lauter, em Mannheim também na Alemanha, e "Les Animaux Nouveaux" na Galerie Vedovi, em Bruxelas.
O retrato de William S. Burroughs por Van Pelt recebeu os visitantes na exposição "Ports of Entry", realizada no Museu de Arte do Condado de Los Angeles em 1996. O retrato, que aparece na capa de um de seus livros, foi descrito como uma imagem fantasmagórica. Um jornalista afirmou que o retrato de Burroughs parecia observá-lo com seu olhar caracteristicamente atormentado. Um colecionador de arte parisiense, que também grava sessões espíritas, chegou a afirmar que as pinturas de Van Pelt se pareciam exatamente com os fantasmas que ele registra.

## Influências
Apesar da influência inicial de Francis Bacon em seu trabalho, as obras de Van Pelt têm uma abordagem mais tranquila em relação aos seus sujeitos. Artistas como Gerhard Richter e Mark Rothko exerceram uma considerável influência sobre sua técnica. Críticos observaram semelhanças entre seus retratos e os retratos borrados de Richter, especialmente os membros da RAF envolvidos no escândalo Baader-Meinhof, porém sem as conotações políticas sombrias. Além disso, os retratos compostos de Nancy Burson também são frequentemente lembrados ao se observar seu trabalho. O uso de linhas e grades por Agnes Martin inspirou a atenção meticulosa de Van Pelt aos detalhes, focando tanto em cada pincelada quanto no trabalho como um todo. Van Pelt também afirmou que o "fluxo universal" de Platão ressoa com sua visão artística.